# Réseau d'étude des changements dans les localisations et les unités spatiales
Pour les articles homonymes, voir Reclus.
Le Réseau d'étude des changements dans les localisations et les unités spatiales est un groupement d'intérêt public, plus connu sous les acronymes RECLUS et GIP-RECLUS (ou GIP-Reclus), qui rendent hommage à Élisée Reclus, l'un des premiers auteurs (après Conrad Malte-Brun) d'une Géographie universelle, entre 1855 et 1894.
Le GIP-RECLUS est un centre scientifique fondé à l'initiative de Roger Brunet, par un arrêté du 26 octobre 1984,, et intégré à la Maison de la géographie de Montpellier. Sur décision ministérielle, le GIP a cessé d'exister le 31 décembre 1997. Il est alors remplacé par une simple association qui conserve le nom de Reclus.

## Travaux
- Entre 1990 et 1996, un important groupe de chercheurs élabore, sous la direction de Roger Brunet, une nouvelle et colossale Géographie universelle en 10 volumes.
- Roger Brunet, Franck Auriac et Thérèse Saint-Julien codirigent un Atlas de France en 14 volumes.

## Directeur successifs du GIP-RECLUS
- 1984-1991 : Roger Brunet
- 1991-1994 : Hervé Théry
- 1994-1996 : Franck Auriac
- 1996-1997 : Joël Charre